# 10932 Rebentrost
10932 Rebentrost (1998 DL1) là một tiểu hành tinh vành đai chính. Nó được đặt tên cho David Rebentrost.